# Separatismo linguístico

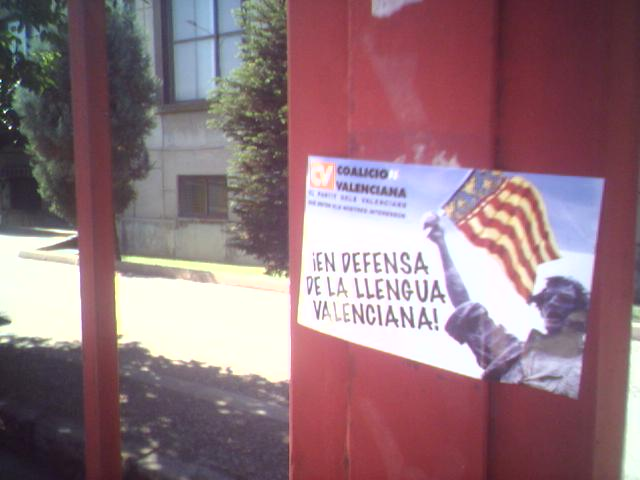
Cartaz recusando a unidade da língua catalã na Comunidade Valenciana

O separatismo linguístico ou secessionismo linguístico é uma atitude que apoia a separação de uma variedade linguística da língua à qual até agora se considerou pertencer, para que esta variedade seja considerada uma língua distinta. Esta atitude foi analisada pela primeira vez na sociolinguística catalã, mas é atestada em outras partes do mundo. Os exemplos mais recentes de separatismo linguístico seriam a fragmentação do servo-croata em sérvio, montenegrino, bósnio e croata.
A terminologia às vezes também é usada para se referir ao separatismo territorial motivado por diferenças linguísticas.

## Exemplos

### Árabe
O separatismo linguístico egípcio é o separatismo linguístico mais bem desenvolvido no mundo árabe. A plataforma mais popular que difunde a ideia da Língua Egípcia Moderna (em vez do dialeto egípcio) é a Wikipédia em árabe egípcio, também conhecida como Wikipédia Masry ou Maṣrī. Foi a primeira Wikipédia escrita em um dos muitos dialetos árabes. É importante ressaltar que a ideia do separatismo linguístico egípcio remonta a pensadores como Salama Musa, Bayyūmī Qandīl, Muḥsin Luṭfī as-Sayyid e o Partido Liberal Egípcio.
O separatismo linguístico egípcio não afirma simplesmente que o árabe egípcio deve se tornar a língua oficial do Egito, o que em si é uma questão decidida por políticos, não por linguistas. No entanto, os proponentes do separatismo linguístico egípcio, como Bayyūmī Qandīl, fundamentam suas demandas políticas com alegações pseudocientíficas.
O separatismo linguístico continua a ser um movimento marginal na sociedade egípcia. A ideia continua a ser particularmente atraente para os cristãos coptas e liberais, que veem o nacionalismo egípcio como uma alternativa ao pan-arabismo e ao pan-islamismo.

### Castelhano
Na Andaluzia, existe um movimento marginal que visa promover o dialeto andaluzo como uma língua separada do castelhano.

### Servo-Croata
O servo-croata, como uma forma padronizada do dialeto shtokaviano, tem uma forte unidade estrutural, de acordo com a grande maioria dos linguistas especializados em línguas eslavas. No entanto, a língua é falada por populações que têm consciências nacionais fortes e diferentes: bósnios, croatas, montenegrinos e sérvios.
Desde a dissolução da Iugoslávia em 1991, o servo-croata perdeu sua codificação unitária e seu status unitário oficial. Agora está dividido em quatro línguas oficiais que seguem co No entanto, a língua é falada por populações que têm consciências nacionais fortes e diferentes: bósnios, croatas, montenegrinos e sérvios.dificações separadas: bósnio, croata, montenegrino e sérvio. Este processo foi acusado de ser baseado em alegações pseudocientíficas alimentadas por agendas políticas.